# Calophya scrobicola
Calophya scrobicola (лат.) — вид мелких полужесткокрылых насекомых рода Calophya из семейства Calophyidae.

## Распространение
Встречаются в Неотропике (Чили).

## Описание
Мелкие полужесткокрылые насекомые. Внешне похожи на цикадок, задние ноги прыгательные. Голова и тело зелёные или жёлтые. Скапус усикоа тёмно-коричневый. Щёчные отростки жёлтые. Темя и верх груди с коричневым рисунком. Апикальные членики лапок коричневые. Передние крылья желтоватые, прозрачные, жилки того же цвета, что и перепонка. Тёмная окраска у молодых экземпляров редуцирована. Передняя часть темени покрыта короткими щетинками, длина которых примерно равна расстоянию между ними; щёчные отростки длинные, тонкие. Передние крылья овальные, наиболее широкие в вершинной трети, на вершине равномерно закруглены; поверхностные шипики отсутствуют, кроме основания ячейки cu2. Передние перепончатые крылья более плотные и крупные, чем задние; в состоянии покоя сложены крышевидно. Лапки имеют 2 сегмента. Антенны короткие, имеют 10 сегментов. Голова широкая как переднеспинка.
Взрослые особи и нимфы питаются, высасывая сок растений. В основном связаны с растениями рода шинус (Schinus) семейства анакардиевые: Schinus polygamus. Вид был впервые описан в 2000 году швейцарским колеоптерологом Даниэлем Буркхардтом (Naturhistorisches Museum, Базель, Швейцария) и его коллегой Ивом Бассетом (Smithsonian Tropical Research Institute, Панама).